# 大清沟水库 (彰武)
大清沟水库是中国辽宁省阜新市彰武县境内的一座水库，位于柳河支流大青沟河上，建于1958年。水库正常库容为650万立方米，集雨面积为287平方千米，海拔为164米。